# فريديريك شاوب
فريديريك شاوب هو لاعب كرة قدم سويسري في مركز الدفاع، ولد في 30 أبريل 1987. لعب مع نادي آراو ونادي فولن ونادي موري.

## وصلات خارجية
- فريديريك شاوب على موقع قاعدة بيانات كرة القدم.إي يو (الإنجليزية)
- فريديريك شاوب على موقع عالم كرة القدم.نت (الإنجليزية)